# ابن البناء الحنبلي
أَبُو عَلِيٍّ الْحَسَنُ بْنُ أَحْمَدَ بْنِ عَبْدِ اللَّهِ بْنِ الْبَنَّاءِ الْبَغْدَادِيُّ الْحَنْبَلِيُّ (396 – 471هـ / 1006 – 1079م) فقيه حنبلي،
 من رجال الحديث النبوي. كان يقول: صنفت مئة وخمسين كتابًا.

## سيرته
ولد سنة 445 هـ في بغداد، وتلقَّى العلم على شيوخها، وتزوج ابنة أحد علمائها وهو أبو منصور القرميسيني، وهي والدة أكبر أبنائه محمد. تضلع من علوم القرآن والقراءات والتجويد والحديث، وأشهر شيوخه الذين أخذ عنهم أبو الحسن علي بن أحمد بن عمر الحمامي شيخ العراق، ودرس الفقه على القاضي أبي يعلى الفرّاء الحنبلي، قال أبو الحسين بن القاضي أبي يعلى: «وتفقَّه على الوالد السعيد، وعلق عنه المذهب والخلاف». تصدر للتدريس والفتيا والوعظ في الجانب الشرقي بدار الخلافة بغداد وكان له حلقتان: إحداهما في جامع المنصور، والأخرى في جامع القصر للفتوى والوعظ وقراءة الحديث.
أخذ عنه الحديث كثير أولهم أبناؤه الثلاثة، وغيرهم من علماء بغداد، قال ابن رجب الحنبلي: «سمع منه الحديث خلقٌ كثير، وقرأ عليه الحافظ الحميدي كثيرًا»، وقال الذهبي: «روى عنه ولداه أبو غالب أحمد ويحيى، وأبو الحسين بن الفراء، وأبو بكر قاضي البيمارستان، وبالإجازة الحافظ ناصر بن محمد». قال عنه أبو الوفاء بن عقيل: «هو شيخ إمام في علوم شتَّى في الحديث، والقراءات، والعربية، وطبقة في الأدب والشعر والرسائل، حسن الهيئة، حسن العبادة، كان يؤدب بني جردة». كان كثير التأليف؛ قال ابن رجب: «وقد جمع من المصنفات في فنون العلم فقها وحديثا، وفي علم القراءات والسِّير، والتواريخ والسنن، والشروح للفقه، والكتب النحوية، إلى غير ذلك - جموعًا حسنة تزيد على ثلاثمائة مجموع». توفي سنة 471 هـ عن خمس وتسعين سنة، ودفن بمقبرة الإمام أحمد بن حنبل ببغداد.

## كتبه
| - الرد على المبتدعة. - شرح الخرقي في الفقه. - الكامل في الفقه. - الكافي المحدد في شرح المجرد. - الخصال والأقسام. - نزهة الطالب في تجريد المذاهب. - آداب العالم والمتعلم. - شرح كتاب الكرماني في التعبير. - شرح قصيدة ابن أبي داود في السنة. - المنامات المرئية للإمام أحمد. - أخبار الأولياء. - العُبَّاد بمكة. | - صفة العباد في التهجد والأوراد. - المعاملات والصبر على المنازلات. - الرسالة في السكوت ولزوم البيوت. - سلوة الحزين عند شدة الأنين. - طبقات الفقهاء. - أصحاب الأئمة الخمسة. - التاريخ. - مشيخة شيوخه. - فضائل شعبان. - كتاب اللباس. | - مناقب الإمام أحمد. - أخبار القاضي أبي يعلى. - شرف أصحاب الحديث. - ثناء أحمد على الشافعي. - ثناء الشافعي على أحمد. - فضائل الشافعي. - كتاب الزكاة عقاب من فرط فيها. - المفصول في كتاب الله. - شرح الإيضاح في النحو للفارسي. - مختصر غريب الحديث لأبي عبيد. |

## أبناءه
- أبو نصر محمد بن الحسن بن أحمد البغدادي: واعظ، سمع الحديث ودرس الفقه على أبيه وعلماء بغداد، قال ابن رجب الحنبلي في ترجمته: كان من أهل الدين والصدق، والعلم والمعرفة، وخلَف أباه في حلقته بجامع القصر وجامع المنصور. ولد سنة 434هـ، وتوفِّي سنة 510هـ.
- أبو عبد الله يحيى بن الحسن بن أحمد: بكر به أبوه في طلب العلم وسماع الحديث، فحدث وروى عن جماعة، وروى عنه ابن السمعاني إجازةً، وقال عنه: «كان شيخًا صالحًا حسنَ السيرة، واسع الرواية حسن الأخلاق، متوددًا متواضعًا، برًّا لطيفًا بالطلبة، مشفقًا عليهم». ولد سنة 453هـ، وتوفي سنة 531هـ.
- أبو غالب أحمد بن الحسن بن أحمد: من العلماء القراء، له مشيخة وكتاب في الرد على المبتدعة، أخذ العلم عن والده وشيوخ بغداد، وله مشيخة تحوي أسماء من تلقى العلم عنهم بانتقاء الحافظ ابن عساكر. حدث عنه جماعة من العلماء منهم: السلفي، وابن عساكر، وأبو موسى المديني، وهبة الله بن مسعود الباذبيني، وأبو الفرج محمد بن هبة الله الوكيل، وإسماعيل بن علي القطان، وعمر بن طبرزد، وغيرهم. وصفه الذهبي فقال: الشيخ الصالح الثقة، مُسند بغداد...كان من بقايا الثقات... كثير الرواية، عالي السند". قال ابن الجوزي عنه في مشيخته: "كان ثقة". توفّي 527هـ.[9]